# Notobrachypterus crassiusculus
Notobrachypterus crassiusculus is een keversoort uit de familie bastaardglanskevers (Kateretidae). De wetenschappelijke naam van de soort werd in 1902 gepubliceerd door Thomas Blackburn.